# Bédiala
 Bédiala è una città, sottoprefettura e comune della Costa d'Avorio, situata nel dipartimento di Daloa. Conta una popolazione di 81 193 abitanti (censimento 2014).